# Horo Records
La Horo Records è stata una casa discografica italiana dedicata al jazz ed attiva tra il 1972 e il 1979. L'etichetta fu fondata dal regista televisivo e cinematografico Aldo Sinesio in un periodo in cui, grazie anche al festival di Umbria Jazz, l'Italia vedeva un crescente interesse su questo genere musicale.

## Storia
La Horo Records fu fondata dal produttore Aldo Sinesio nel 1972. Ha stampato oltre 70 LP in vinile ed il suo catalogo non è mai stato ristampato in cd e digitale, fatta eccezione per una compilation del 2010 (Horo: A Jazz Portrait, curata da Gilles Peterson per l'etichetta Dejavu di Paolo Scotti) e per alcune uscite non ufficiali (ristampe pirata su etichetta Atomic Records).
Sinesio produsse registrazioni originali di moltissimi grandi nomi del jazz, sia italiani che americani, da Sun Ra a Max Roach, da Lester Bowie a Enrico Pieranunzi, da Archie Shepp a Piero Umiliani.
Nel 2010 organizzò una serie di 4 concerti dedicati al trombettista Freddie Hubbard, di cui aveva pubblicato un'antologia in 5 LP nel 1981, e i concerti furono registrati in previsione di una ripresa delle pubblicazioni discografiche, che però non avvenne. Il produttore, che risiedeva a Riano, in provincia di Roma, è morto il 2 luglio 2013.
Poco prima della morte di Sinesio, era apparso un sito web ufficiale di (www.hororecords.com) poi disattivato, mentre restano attivi gli account Facebook e Twitter dedicati all'etichetta.

## Discografia

### Serie HDP
- HDP 1-2 Irio De Paula orchestra Casinha Branca
- HDP 3-4 Sam Rivers trio Black Africa 1
- HDP 5-6 Sam Rivers trio Black Africa 2
- HDP 7-8 Ran Blake solo piano Open City
- HDP 9-10 Max Roach quartet The Loadstar
- HDP 11-12 Michael Smith duo Elvira Madigan
- HDP 13-14 Archie Shepp trio The Tradition
- HDP 15-16 M.E.V.: Lacy / Teitelbaum / List / Berger sextet United Patchwork
- HDP 17-18 Lee Konitz / Martial Solal Duo Duplicity
- HDP 19-20 Sun Ra Arkestra Unity
- HDP 21-22 Karl Berger duo Changing the Time
- HDP 23-24 Sun Ra Quartet featuring John Gilmore Other Voices, Other Blues
- HDP 25-26 Sun Ra Quartet featuring John Gilmore New Steps
- HDP 27-28 Burton Greene solo piano It's All One
- HDP 29-30 Lester Bowie African Children
- HDP 31-32 Gil Evans Orchestra Parabola
- HDP 33-34 Gunter Hampel / Jeannie Lee duo Oasis
- HDP 35-36 Bennink / Mengelberg / Rutherford / Schiano quartet A European Proposal
- HDP 37-38 Garrett List/ Lancaster/ Shahid, ecc. quartet American Images
- HDP 39-40 Wheeler / Rudd / Potts /Evan / Parker / Rjewski / Honsiger / Lacy / Lytton, ecc. orchestra Laboratorio della Quercia
- HDP 41-42 Joe Venuti & Joe Albany quintet Joe Venuti & Joe Albany

| Numero di catalogo | Interprete | Titolo |
| ------------------ | ---------- | ------ |
|                    |            |        |

### Serie HZ (12 LP)
| Numero di catalogo | Anno | Interprete                        | Titolo                      |
| ------------------ | ---- | --------------------------------- | --------------------------- |
| HZ 01              | 1976 | Archie Shepp                      | Mariamar                    |
| HZ 02              | 1976 | Don Pullen                        | Five to Go                  |
| HZ 03              | 1976 | George Adams / Don Pullen Quintet | Suite for Swingers          |
| HZ 04              | 1977 | Michael Smith                     | The Dualities of Man        |
| HZ 05              | 1977 | Steve Lacy                        | Threads                     |
| HZ 06              | 1977 | Ran Blake                         | Crystal Trip                |
| HZ 07              | 1977 | J.F. Jenny Clark & Aldo Romano    | Divieto di Santificazione   |
| HZ 08              | 1978 | Steve Lacy                        | The Catch                   |
| HZ 09              | 1978 | David Murray                      | Sur-real Saxophone          |
| HZ 10              | 1978 | Archie Shepp                      | Body and Soul               |
| HZ 11              | 1979 | Steve Lacy                        | Eronel                      |
| HZ 12              | 1979 | Roswell Rudd                      | The Definitive Roswell Rudd |

### Serie HLL Jazz a Confronto (35 LP)[8]
- HLL 101-1	 Irio De Paula	quartet
- HLL 101-2	Marcello Rosa Jazz Ensemble - Jazz a Confronto 2
- HLL 101-3	Gianni Basso - Jazz a Confronto 3
- HLL 101-4	Frank Rosolino	quartet
- HLL 101-5	Giancarlo Schiaffini	sextet
- HLL 101-6	Giancarlo Barigozzi	trio
- HLL 101-7	Martin Joseph	trio
- HLL 101-8	M. Schiano / Giorgio Gaslini	group
- hll 101-9	Renato Sellani	quartet
- hll 101-10	Johnny Griffin	quartet
- hll 101-11	Franco Ambrosetti	quartet
- hll 101-12	Teddy Wilson	solo piano
- hll 101-13	Massimo Urbani	trio
- hll 101-14	Enrico Rava	quartet
- hll 101-15	Charlie Mariano	quintet
- hll 101-16	Sal Nistico	quintet
- hll 101-17	Various Artists	various	Jac's Anthology
- hll 101-18	Slide Hampton & Dusko Goykovich	big band
- hll 101-19	Mal Waldron	solo piano - Jazz a Confronto 19
- hll 101-20	Kenny Clarke	quintet
- hll 101-21	Don Pullen quartet - Jazz a Confronto 21
- hll 101-22	George Adams / Pullen / Richmond, etc.	quartet
- hll 101-23	Steve Grossman	quartet
- hll 101-24	Enrico Pieranunzi	trio
- hll 101-25	Dannie Richmond / Adams / Pullen, etc.	group
- hll 101-26	Stafford James	quartet
- hll 101-27	Archie Shepp	- Jazz a Confronto 27
- hll 101-28	The Paris Quartet	quartet
- hll 101-29	Roy Haynes	quintet
- hll 101-30	Gerardo Iacoucci	solo piano
- hll 101-31	Roberto Della Grotta	quartet
- hll 101-32	Lee Konitz	quartet
- hll 101-33	L. Agudo & A. Vieira	percussion
- hll 101-34	Valdambrini & Piana	octet
- hll 101-35	Piero Umiliani

| Numero di catalogo | Interprete                  | Titolo             |
| ------------------ | --------------------------- | ------------------ |
| HLL 101-2          | Marcello Rosa Jazz Ensemble | Jazz a Confronto 2 |